# L'Eramprunyà
L'Eramprunyà és un periòdic editat pel grup municipal d'ERC a la localitat de Gavà, però amb una visió àmplia que tracta temes locals, socials, esportius i culturals. Inclouen entrevistes d'entitats o personalitats locals, i articles d'opinió de persones vinculades a mons culturals, esportius o socials. El periòdic, format per 4 planes i de periodicitat mensual, consta d'una part més política, a les pàgines 1 i 2; mentre que les pàgines 3 i 4, es destinen a temes locals sense vessant política. En definitiva, és un producte senzill i sense necessitat d'una estructura editorial per executar el treball.

## Història

### Primera etapa

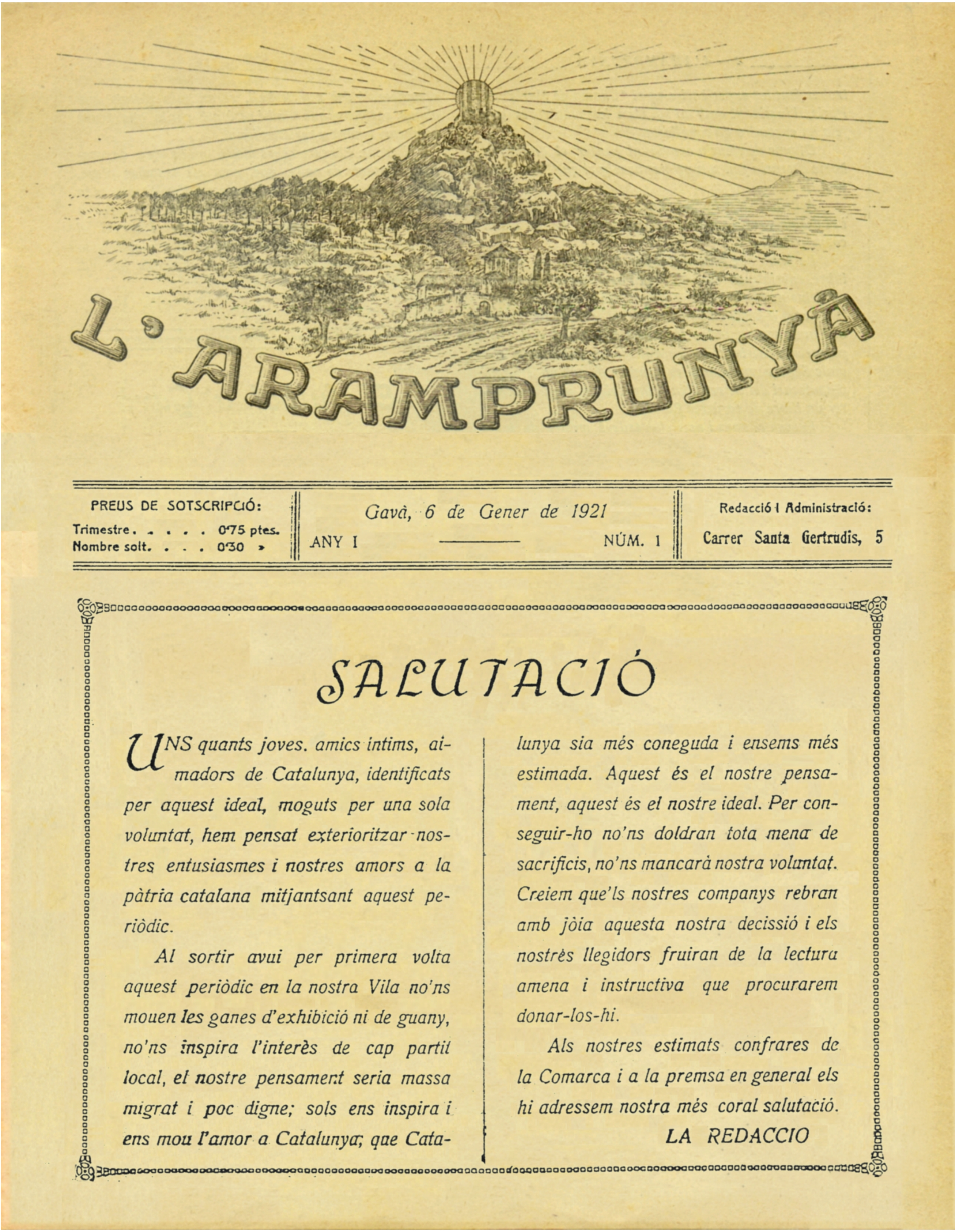
portada del numero 1 del periodic

El primer periòdic local es va fundar a Gavà el 6 de gener de 1921, i era de periodicitat mensual. La capçalera aleshores es deia "L'Aramprunyà" (no normalitzat) i aquesta època va durar només un any. Els promotors eren persones vinculades al catalanisme, concretament a la Lliga Regionalista. Posteriorment, el 1922 va canviar el disseny de capçalera i es va passar a subtitular "Periòdic nacionalista", vinculat a Acció Catalana.
El periòdic va desaparèixer abans de 1923, causa de la suspensió produïda durant la dictadura de Primo de Rivera.

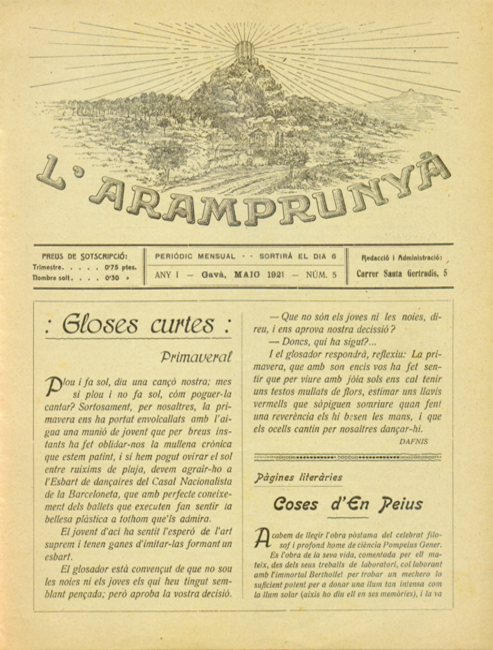
portada del número 5

### Segona etapa
L'any 1934 va tornar-se a editar, aquest cop amb un nou disseny de capçalera, recuperat posteriorment l'any 2003. En aquella ocasió se subtitulava "portaveu d'Esquerra", perquè era editat per Esquerra Republicana, aleshores en l'alcaldia de la ciutat. La periodicitat era quinzenal, però va desaparèixer al cap d'onze números, i ja no es va editar més, causa d'una nova suspensió produïda per la repressió posterior al sis d'Octubre.
El 2003, quan ERC va tornar a l'Ajuntament, es va plantejar la necessitat de difondre els seus plantejaments i reflectir la realitat social del municipi des d'una perspectiva diferent de l'oficial. En aquella època només hi havia el butlletí municipal "Bruguers", totalment afí al partit de govern municipal. Des del 2003, ha sortit ininterrompudament, amb 11 números anuals (periodicitat mensual excepte l'agost). Finalment, es va recuperar la capçalera de 1934, normalitzada (L'Eramprunyà) i en color.

## Format del periòdic
Inicialment les publicacions eren en format A4, i el primer número va sortir el setembre de 2003; fins al desembre de 2011, quan van publicar el número 100.
El gener de 2012, el número 101, va canviar de format, passant a mida A2. En aquesta ocasió a la capçalera es va afegir el logo de la candidatura, que es va mantenir fins al juliol de 2015 (número 140).
El format que s'ha mantingut fins a l'actualitat, es va implantar el setembre de 2015 amb el número 141. Es va eliminar de la capçalera el logo del partit, amb la intenció de fer-lo més transversal.
Des del 2017 es va establir una estructura que s'ha mantingut: 
- Portada: notícies d'impacte o rellevants.
- Plana 2: feina del grup municipal d'ERC.
- Plana 2-3: entrevista a alguna entitat no política i crònica local.
- Plana 4: crònica cultural i esportiva.

Els col·laboradors van variant, ja que segons el tema destacat a cada secció es busca alguna personalitat relacionada amb el tema.

## Directors i col·laboradors
A la primera etapa, durant el 1921-1923, el director fou Mossèn Joan Baranera, vicari de Gavà i catalanista abrandat. Els col·laboradors foren Miquel Tintorer Miarnau, Marian Colomé, Boi Solé, la mestra de nenes Dolors Peremateu Uró i d'altres esporàdics. El periòdic en aquell moment no tenia les seccions gaire definides.
A la segona etapa, durant el 1934, el director era en Marian Colomé, i els col·laboradors destacats eren Bartomeu Fabrés Anglada, Jeroni Bruach i altres membres que sovint signaven amb pseudònim.
A l'etapa de 2003 -l'actual- és una direcció col·legiada entre els membres de la secció local d'ERC. L'editor és el Josep Campmany, però la redacció és plural. Actualment, els col·laboradors van variant, ja que segons el tema destacat a cada secció es busca alguna personalitat relacionada amb el tema.